# Braziliaans basketbalteam (mannen)
Het Braziliaans nationaal basketbalteam representeert Brazilië tijdens internationale basketbalwedstrijden. Het is het enige team naast de Verenigde Staten, dat verscheen op elke wereldkampioenschap sinds 1950.
Het Braziliaans basketbalteam is een van de succesvolste teams van het Amerikaanse continent. Gedurende haar geschiedenis won het twee gouden medailles op het wereldkampioenschap basketbal (1959 en 1963), drie bronzen medailles op de Olympische Spelen (1948, 1960 en 1964), vier gouden medailles op de FIBA AmeriCup (1984, 1988, 2005 en 2009) en zes gouden medailles op de Pan-Amerikaanse Spelen (1971, 1987, 1999, 2003, 2007 en 2015).
1950:  Argentinië · 
1954:  Verenigde Staten · 
1959:  Brazilië · 
1963:  Brazilië · 
1967:  Sovjet-Unie · 
1970:  Joegoslavië · 
1974:  Sovjet-Unie · 
1978:  Joegoslavië · 
1982:  Sovjet-Unie · 
1986:  Verenigde Staten · 
1990:  Joegoslavië · 
1994:  Verenigde Staten · 
1998:  Joegoslavië· 
2002:  Joegoslavië · 
2006:  Spanje · 
2010:  Verenigde Staten · 
2014:  Verenigde Staten ·
2019:  Spanje ·
2023:  Duitsland